# Якобеус, Якоб
Якоб Якобеус (Jakob Jakobeus, другие написания: Jacobae, Jacobeis, Jacobaei, Jacobaeus) — (ок.1591, Кутна-Гора, Габсбургская монархия — † 3 сентября 1645 года, Прешов, Габсбургская монархия) — словацкий поэт, историк и религиозный писатель.

## Биография
Родился в мещанской семье в городе Кутна-Гора (Богемия, современная Чехия), образование получил в городе Кутна-Гора и в Карловом университете в Праге.
Работал помощником учителя в городе Сушице, в 1616—1617 гг. был ректором в городе Писек, а в 1618 году был рукоположен в сан священника-утраквиста (протестантизм).
В 1618—1619 гг. служил капелланом, в 1619-1621 гг. был священником в Старом городе (Прага).
После Битвы у Белой горы, в которой победил императора Священной римской империи, приверженец католицизма Фердинанд II, Якоб Якобеус был вынужден покинуть Богемию и поселился в протестантской Саксонии.
В 1624 году переселился на территорию сегодняшней Словакии (Венгерское Королевство), проживал в Тренчине, позже в Кучине, затем в Прешове, где работал учителем, а позже священником. В 1626—1629гг. жил в городе Соль. Умер в Прешове 3 сентября 1645 года.

## Творчество
Начало его литературного творчества приходится на 1612—1621 гг. Якоб Якобеус хорошо знал латынь, некоторые из его произведений написаны на латыни. Сначала он занимался латинской торжественной поэзией светского характера и чешской религиозной прозой.
В более поздний период его привлекали в основном традиционные гуманистические мотивы, как-то: он воспевал пацифизм и патриотизм.

## Произведения
- 1612 — Vyznanie vďačného srdca (Symbolon mentis gratae)
- 1615 — Chválospev na podivuhodné a zvelebovaniahodné bohočlovečenstvo Krista (Poean admirandae et adorandae Christi theantropiae)
- 1619 — Dianoia nativitatis Johannis Baptistae, to jest: Spis rozdílnost soudů v sobě zdrzující
- 1621 — Kázaní pohřební
- 1621 – Osvetlenie narodenia Jána Krstiteľa
- 1624 — Obraz preimen českých evanjelických cirkví (Idea mutationum Bohemo-evangelicarum ecclesiarum), prvé propagačné cirkevnohistorické dielo českých exulantov v cudzine
- 1627 — Blúznivé sny o voľnom čase na jar v roku 1627 (Otii vernalis anni M. DC. XXVII Aegrisomnia)
- 1642 — Slzy, vzdychy a prosby slovenského národa (Gentis Slavonicae lacrumae, suspiria et vota)
- 1642 — Animnisis, to jest: Věčná a neumírajíci pamět
- 1643 — Žalostná Veľká noc slávneho meta Prešova (Pascha lachrymosum inclutae urbi Epperiensi ominosum), kázeň
- 1885 — M. Jakuba Jakobea Laxrumae gentis Slavonicae čili Slzy národa slovenského s pochvalami priateľov
- 1963 — Výber z diela
- Živý opis slovenského národa (Viva gentis Slavonicae delineatio), nezvestná historická práca
- Elegidion oslavno-rečnícke (Elegidion epynikio-onomasticon) , latinská náboženská báseň

## Внешние ссылки
- Полные тексты произведений Якоба Якобеуса